# Юриця Єркович
Юриця Єркович (сербохорв. Jurica Jerković, 25 лютого 1950, Спліт — 3 червня 2019, Спліт) — югославський футболіст, що грав на позиції півзахисника.
Виступав, зокрема, за клуби «Хайдук» (Спліт) та «Цюрих», а також національну збірну Югославії, з якою був учасником двох чемпіонатів світу і одного чемпіонату Європи.

## Клубна кар'єра
Народився 25 лютого 1950 року в місті Спліт. Вихованець юнацької команди «Хайдук» (Спліт), з якої для отримання ігрової практики віддавався в оренду в нижчоліговий «Спліт».
У дорослому футболі дебютував 1968 року виступами за команду «Хайдук» (Спліт), в якій провів десять сезонів. З «Хайдуком» він виграв три титули чемпіона Югославії (1970/71, 1973/74 та 1974/75) та п'ять разів поспіль ставав володарем Кубка Югославії (1971/72, 1972/73, 1973/74, 1975/76 та 1976/77). Маючи в загальній складності 529 ігор у футболці «Хайдука», він знаходиться на шостому місці клубних рекордсменів усіх часів, тоді як із 219 забитими голами він знаходиться на десятому місці найкращих бомбардирів усіх часів.
У 1978 році Єркович перейшов у швейцарський «Цюрих» і відіграв за команду з Цюриха наступні сім сезонів своєї ігрової кар'єри. Граючи у складі «Цюриха» також здебільшого виходив на поле в основному складі команди. За цей час додав до переліку своїх трофеїв титул чемпіона Швейцарії.
Завершив ігрову кар'єру у команді «Лугано», за яку виступав протягом 1985—1987 років. Після закінчення ігрової кар'єри був спортивним директором «Хайдука» в період з 1988 по 1990 рік.

## Виступи за збірну
Єркович зіграв 4 матчі за молодіжну збірну Югославії і 5 матчів за юнацьку збірну Югославії, в яких забив 1 гол.
12 квітня 1970 року дебютував в офіційних іграх у складі національної збірної Югославії в товариському матчі зі збірною Угорщини, що завершився з рахунком 2:2.
Першим великим турніром для Єрковича став Кубок незалежності Бразилії, що пройшов у 1972 році, на якому Юриця зіграв 4 матчі і здобув бронзові нагороди. Згодом у складі збірної був учасником чемпіонату світу 1974 року у ФРН та домашнього чемпіонату Європи 1976 року, зігравши три і два матчі відповідно.
Свій останній матч за збірну Єркович зіграв у відбірковому матчі до чемпіонату світу 1982 року проти збірної Греції 29 листопада 1981 року, цей матч завершився перемогою югославів з рахунком 2:1, а один з голів забив саме Юриця. Наступного року Єркович поїхав з командою і на чемпіонат світу 1982 року в Іспанії, але на поле вже не виходив. Загалом протягом кар'єри у національній команді, яка тривала 13 років, провів у її формі 43 матчі, забивши 6 голів.
Помер 3 червня 2019 року на 70-му році життя у місті Спліт.

## Титули і досягнення
- Чемпіон Югославії (3):

«Хайдук» (Спліт): 1970–71, 1973–74, 1974–75
- Володар Кубка Югославії (5):

«Хайдук» (Спліт): 1971–72, 1973, 1974, 1975–76, 1976–77
- Чемпіон Швейцарії (1):

«Цюрих»: 1980–81

### Індивідуальні
- Футболіст року в Хорватії за версією Sportske novosti (2): 1971, 1976

- Найкращий іноземний гравець в Швейцарії (3): 1979, 1982, 1983[5]